# Txerkasski (Rostov)
|  | Per a altres significats, vegeu «Txerkasski». |

Txerkasski (en rus: Черкасский) és un poble (un khútor) de l'óblast de Rostov, a Rússia, segons el cens rus del 2019 tenia 225 habitants. Pertany al districte de Tsimliansk.